# Рено 5
Рено 5 (фр. Renault 5) је аутомобил који је производила француска фабрика аутомобила Рено. Производио се од 1972. до 1996. године у две генерације. Произведено је више од 5,5 милиона примерака.
Након нафтне кризе седамдесетих година 20. века, ауто-индустрија у свету окренула се производњи малих и економичних аутомобила, а један од најпознатијих француских представника је био Рено 5.

## Историјат

### Прва генерација (1972–1985)
Рено 5 је представљен у јануару 1972. године као наследник Реноа 4. Платформа је била идентична као на четворки, док су мотори позајмљени од модела 4, 8 и 16. Поред Француске, производио се и у Шпанији, Венецуели, Ирану и Југославији, односно у Словенији. 1976. године појавио се и на тржишту Северне Америке, где се продавао под називом Le Car преко American Motor Company (AMC) дилера. Модел за америчко тржиште имао је 1400 кубика, који је развијао 55 КС. На америчком тржишту је опстао до 1986. године. Са великим успехом продавао се и у Уједињеном Краљевству и до 1984. године продато је преко 216.000 возила.

#### Мотори
| Модел | Запремина | Снага           | Напомена  |
| ----- | --------- | --------------- | --------- |
| 0.8   | 845 cm³   | 26 kW / 36 КС   |           |
| 1.0   | 956 cm³   | 32 kW / 44 КС   |           |
| 1.1   | 1108 cm³  | 33 kW / 45 КС   |           |
| 1.3   | 1289 cm³  | 31 kW / 42 КС   |           |
| 1.3   | 1289 cm³  | 47 kW / 64 КС   |           |
| 1.3   | 1289 cm³  | 40 kW / 55 КС   | аутоматик |
| 1.4   | 1397 cm³  | 68 kW / 93 КС   |           |
| 1.4   | 1397 cm³  | 79 kW / 108 КС  |           |
| 1.4   | 1397 cm³  | 118 kW / 160 КС |           |

### Друга генерација (1984–1996)
Друга генерација појавила се у продаји крајем 1984. године. У Француској је промовисан те и остао познат под именом SuperCinq, што је значило Велики Пет. На простору бивше Југославије, где се и производио од 1989. године, ова генерација је упамћена под именом Campus, популарном називу који је носила најприступачнија верзија односно ниво опреме.
Дизајнер Марчело Гандини је унапредио већ постојећи дизајн, али је механика била потпуно нова и платформа је преузета са модела 9 и 11.
По први пут и панел ван је постао опција, који је био познат као Рено екстра, експрес или рапид, у зависности у ком делу Европе се продавао. Најпопуларнији Рено 5 друге генерације је био GT Turbo, који је има 1400 кубика и развијао 115, а касније 120 КС. Рестилизација је уследила у лето 1987. године, која се препознаје са новим браницима и грил маском где Рено амблем више није постављен на средини већ ближе левом фару. Почетком деведесетих година замењен је моделом клио. Производња је настављена у Словенији до 1996. године.

#### Мотори
| Модел | Запремина | Снага          | Напомена  |
| ----- | --------- | -------------- | --------- |
| 1.0   | 956 cm³   | 30 kW / 41 КС  |           |
| 1.1   | 1108 cm³  | 33 kW / 45 КС  |           |
| 1.2   | 1237 cm³  | 40 kW / 55 КС  |           |
| 1.4   | 1397 cm³  | 43 kW / 59 КС  |           |
| 1.4   | 1397 cm³  | 52 kW / 71 КС  | аутоматик |
| 1.4   | 1397 cm³  | 85 kW / 115 КС |           |
| 1.6   | 1595 cm³  | 40 kW / 55 КС  | дизел     |
| 1.7   | 1721 cm³  | 52 kW / 71 КС  |           |
| 1.7   | 1721 cm³  | 64 kW / 88 КС  |           |
| 1.7   | 1721 cm³  | 69 kW / 94 КС  |           |

## Галерија
- Прва генерација
- Прва генерација
- Прва генерација
- Друга генерација
- Друга генерација
- Друга генерација